# 友谊勋章 (俄罗斯)

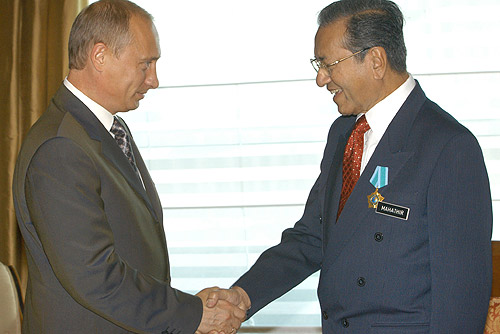
2003年8月5日，俄罗斯总统弗拉基米尔·普京在吉隆坡授予马来西亚首相马哈迪·莫哈末友谊勋章

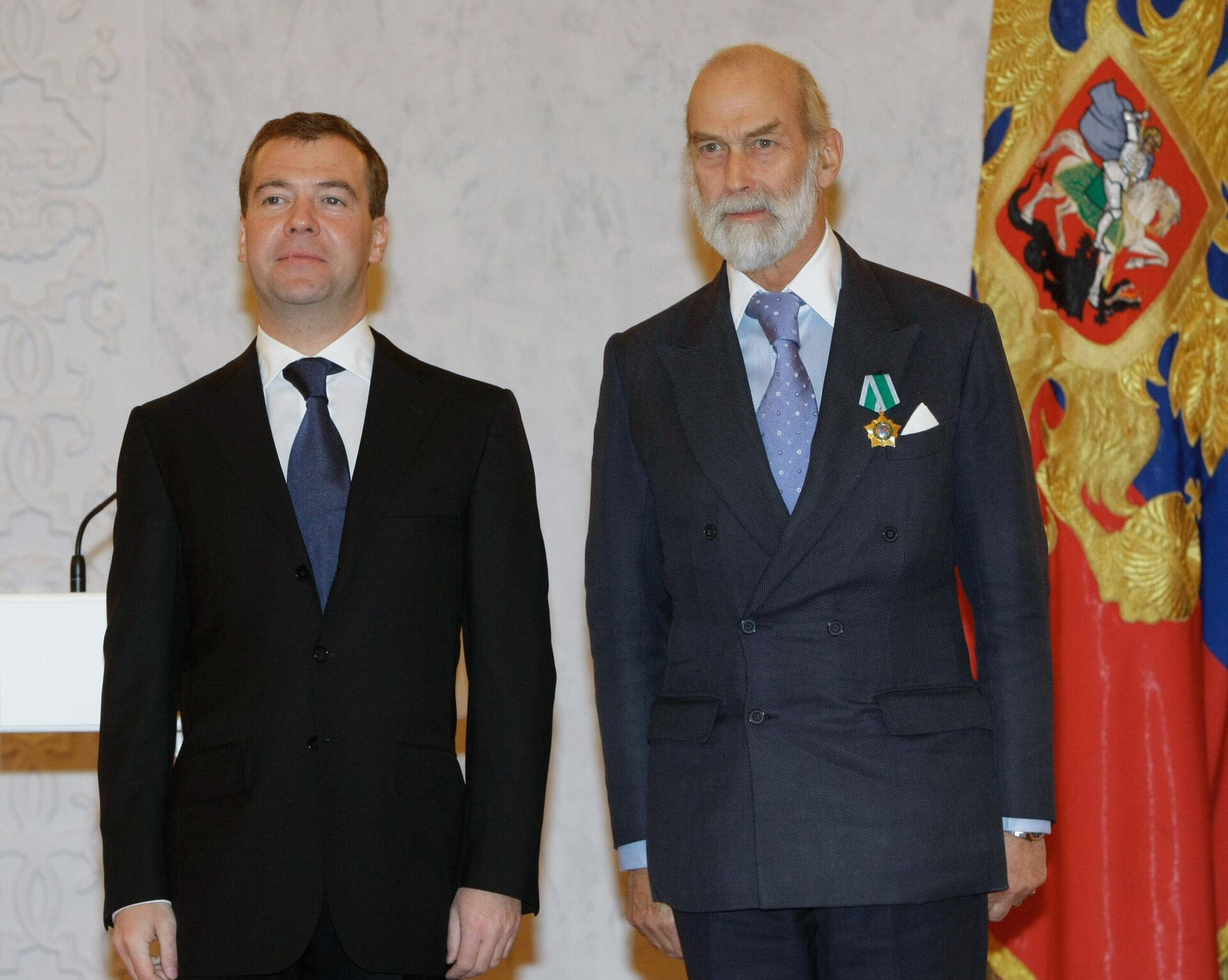
2009年11月4日，俄罗斯总统梅德韦杰夫在克里姆林宫授予迈克尔王子友谊勋章

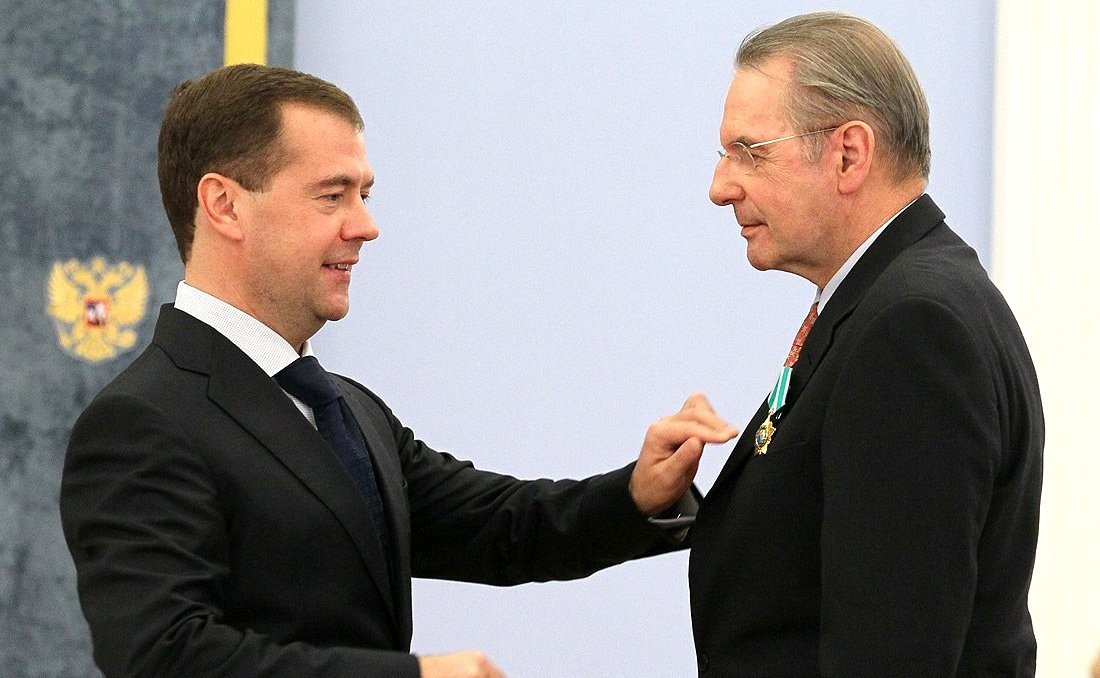
2011年11月22日，梅德韦杰夫在克里姆林宫授予国际奥委会主席雅克·罗格友谊勋章

友谊勋章（羅馬化：Orden Druzhby）是俄罗斯联邦的国家级勋章，由叶利钦在1994年3月2日签署第442号总统令设立，旨在表彰为加强各民族友谊与交流合作，以及发展国家间友好关系作出杰出贡献的人士。1999年1月6日第19号总统令、2010年9月7日第1099号总统令、2011年12月16日第1631号总统令和2012年3月16日第308号总统令修改了“友谊勋章”授予法的部分内容。
它的前身是苏联时期颁发的各民族人民友谊勋章。

## 授予标准
友谊勋章是俄罗斯联邦的国家奖励，旨在表彰为加强各民族友谊与合作、推动各民族文化交流、促进世界和平、发展国家间友好关系作出杰出贡献的人士。

## 相关规定
友谊勋章由星章和绶带组成。星章由镀金银和搪瓷制成，外部呈金色五角星形，正面正中央是一个地球形状，表示海洋的部分涂覆着蓝色搪瓷。地球周围是橄榄枝环，涂覆着绿色搪瓷。星章背面刻有俄文“和平与友谊”（俄语："Мир и дружба"）字样，以及勋章序列号。星章对角间距为44毫米。
星章通过一个悬挂环与绶带连接。绶带条纹为蓝绿两种颜色，中央是宽24毫米的绿色丝质条纹，边缘是宽6毫米的浅蓝色条纹。
若某位人士需要同时佩戴已获得的多种俄罗斯联邦勋章奖励时，友谊勋章应该佩戴在荣誉勋章之后。

## 友谊勋章获得者
以下列出部分友谊勋章获得者：
- 马哈迪·莫哈末：马来西亚总理[9]
- 叶甫根尼娅·梅德韦杰娃：俄罗斯花样滑冰运动员[10]
- 大卫·布拉特：犹太裔美国篮球教练
- 穆赫塔爾·阿爾滕巴耶夫：哈萨克斯坦共和国将领
- 让·克雷蒂安：加拿大總理[11]
- 季米特里斯·赫里斯托菲亚斯：塞浦路斯总统
- 伍冰枝：加拿大總督
- 范·克莱本：美国钢琴演奏家
- 米洛拉德·多迪克：塞族共和國总统
- 季米特里·羅曼諾維奇：罗曼诺夫王朝皇室成员
- 池田大作：国际创价学会会长
- 艾哈迈德·卡德罗夫：车臣共和国总统
- 阿納托利·葉夫根耶維奇·卡爾波夫：俄罗斯国际象棋大师
- 德米特里·谢尔盖耶维奇·佩斯科夫：克里姆林宫新闻秘书
- 迈克尔王子：英国王室成员
- 艾米尔·库斯图里察：塞尔维亚电影导演
- 李光耀：新加坡内阁资政[12]
- 瓦列里·里昂惕夫：俄罗斯流行歌手
- 尤利婭·利普尼茨卡婭：俄罗斯花样滑冰运动员
- 阿莉娅·穆斯塔芬娜：鞑靼族俄罗斯女子体操队运动员
- 里卡多·穆蒂：意大利指挥家[13]
- 奧斯卡·尼邁耶：巴西建筑师
- 格里戈里·罗德琴科夫：俄罗斯反兴奋剂实验室前主任
- 雅克·罗格：国际奥林匹克委员会主席
- 雷克斯·蒂勒森：第69任美国国务卿
- 安德烈·華依達：波兰电影导演
- 羅雲·威廉斯：第104任坎特伯雷大主教[14]
- 潘基文：联合国秘书长
- 瓦莲京娜·捷列什科娃：首位女性太空人
- 阿麗娜·扎吉托娃：俄罗斯花样滑冰运动员[10]
- 吴邦国：第十届、十一届全国人大常委会委员长[15]
- 张德江：第十二届全国人大常委会委员长[16]
- 张高丽：中国国务院副总理[6]
- 汪洋：中国国务院副总理[6]
- 刘延东：中国国务院副总理[6]
- 汪民：中国国土资源部副部长[17]
- 董树文：中国地质科学院原副院长[17]
- 高莽：中国翻译家、肖像画画家[18]
- 李德伦：中国指挥家[18]
- 薛范：中国音乐学家、翻译家[18]
- 吴祖强：中国当代作曲家[18]
- 刘文飞：俄罗斯文学翻译家、作家、教授[19]
- 李延龄：俄罗斯文学翻译家、作家、教授[20]
- 慎海雄：中国媒体人、官员，中央广播电视总台台长兼总编辑